# Llista d'arnes de Seychelles

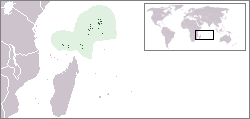
Localització de Seychelles

Aquesta és una llista d'arnes de Seychelles. A Seychelles hi ha al voltant de 275 espècies d'arnes conegudes.
Les arnes (principalment nocturnes) i les papallones (majoritàriament diürnes) formen l'ordre taxonòmic Lepidoptera.
Es mostren alfabèticament per família.
| Índex A B C D E F G H I J K L M N O P R S T U V W X Y Z |

## Alucitidae
- Alucita melanodactyla Legrand, 1966
- Alucita seychellensis (T. B. Fletcher, 1910)

## Arctiidae
- Amerila aldabrensis (Freyer, 1912)
- Argina astrea (Drury, 1773)
- Eilema aldabrensis (Hampson, 1914)
- Eilema contorta Fryer, 1912
- Eilema lamprocraspis (Hampson, 1914)
- Euchromia folletii (Guérin-Méneville, 1832)
- Exilisia subfusca (Freyer, 1912)
- Mahensia seychellarum Fryer, 1912
- Nyctemera seychellensis (Hampson, 1908)
- Utetheisa lactea (Butler, 1884)
- Utetheisa lotrix (Cramer, 1779)
- Utetheisa pulchella (Linnaeus, 1758)
- Utetheisa pulchelloides Hampson, 1907

## Carposinidae
- Meridarchis caementaria Meyrick, 1911

## Choreutidae
- Choreutis gratiosa (Meyrick, 1911)

## Coleophoridae
- Blastobasis tabernatella (Legrand, 1966)

## Copromorphidae
- Copromorpha cryptochlora Meyrick, 1930

## Cosmopterigidae
- Bifascioides sindonia (Meyrick, 1911)

## Crambidae
- Aethaloessa calidalis (Guenée, 1854)
- Alytana aldabralis (Viette, 1958)
- Autocharis amethystina Swinhoe, 1894
- Autocharis barbieri (Legrand, 1966)
- Bocchoris inspersalis (Zeller, 1852)
- Cadarena pudoraria (Hübner, 1825)
- Chabulina putrisalis (Viette, 1958)
- Chrysocatharylla agraphellus (Hampson, 1919)
- Cirrhochrista mulleralis Legrand, 1957
- Cirrhochrista perbrunnealis T. B. Fletcher, 1910
- Cnaphalocrocis trapezalis (Guenée, 1854)
- Cnaphalocrocis trebiusalis (Walker, 1859)
- Condylorrhiza zyphalis (Viette, 1958)
- Conocramboides seychellellus (T. B. Fletcher, 1910)
- Crocidolomia pavonana (Fabricius, 1794)
- Diaphana indica (Saunders, 1851)
- Duponchelia fovealis Zeller, 1847
- Eurrhyparodes tricoloralis (Zeller, 1852)
- Glyphodes capensis (Walker, 1866)
- Glyphodes duponti de Joannis, 1915
- Haritalodes derogata (Fabricius, 1775)
- Hellula undalis (Fabricius, 1781)
- Herpetogramma licarsisalis (Walker, 1859)
- Hymenoptychis sordida Zeller, 1852
- Lamprosema aldabralis (Viette, 1958)
- Maruca vitrata (Fabricius, 1787)
- Microcrambon paphiellus (Guenée, 1862)
- Nomophila noctuella ([Denis & Schiffermüller], 1775)
- Noorda blitealis Walker, 1859
- Notarcha quaternalis (Zeller, 1852)
- Omiodes dnopheralis (Mabille, 1900)
- Omiodes indicata (Fabricius, 1775)
- Orphanostigma abruptalis (Walker, 1859)
- Palpita vitrealis (Rossi, 1794)
- Pessocosma prolalis (Viette & Legrand, 1958)
- Psara minoralis (Warren, 1892)
- Sameodes cancellalis (Zeller, 1852)
- Stemorrhages sericea (Drury, 1773)
- Stenochora lancinalis (Guenée, 1854)
- Udea ferrugalis (Hübner, 1796)
- Zebronia mahensis (T. B. Fletcher, 1910)

## Elachistidae
- Ethmia nigroapicella (Saalmüller, 1880)

## Gelechiidae
- Dichomeris acuminata (Staudinger, 1876)

## Geometridae
- Casuariclystis latifascia (Walker, 1866)
- Chloroclystis gerberae Herbulot, 1964
- Chloroclystis mokensis Prout L. B., 1937
- Chloroclystis oceanica Herbulot, 1962
- Colocleora acharis Herbulot, 1962
- Comostola laesaria (Walker, 1861)
- Comostolopsis simplex Warren, 1902
- Comostolopsis sladeni Prout, 1915
- Comostolopsis stillata (Felder & Rogenhofer, 1875)
- Episteira mouliniei Legrand, 1971
- Erastria leucicolor (Butler, 1875)
- Erastria madecassaria (Boisduval, 1833)
- Eucrostes disparata Walker, 1861
- Gymnoscelis tenera Warren, 1901
- Idaea poecilocrossa (Prout L.B., 1932)
- Idaea pulveraria (Snellen, 1872)
- Isturgia deerraria (Walker, 1861)
- Ozola inexcisata Fryer, 1912
- Phaiogramma stibolepida (Butler, 1879)
- Problepsis deducta Herbulot, 1962
- Scardamia maculata Warren, 1897
- Scopula aspiciens Prout, 1926
- Scopula legrandi Herbulot, 1962
- Scopula minorata (Boisduval, 1833)
- Scopula serena Prout, 1920
- Scopula sparsipunctata (Mabille, 1900)
- Thalassodes antithetica Herbulot, 1964
- Thalassodes quadraria Guenée, 1857
- Xenimpia trizonata (Saalmüller, 1891)

## Glyphipterigidae
- Glyphipterix dichalina Meyrick, 1911
- Glyphipterix medica Meyrick, 1911

## Gracillariidae
- Acrocercops angelica Meyrick, 1919
- Acrocercops largoplaga Legrand, 1966
- Acrocercops martaella Legrand, 1966
- Acrocercops rhombocosma Meyrick, 1911
- Caloptilia megalaurata Legrand, 1966
- Caloptilia pentaplaca (Meyrick, 1911)
- Caloptilia prosticta (Meyrick, 1909)
- Caloptilia tirantella Legrand, 1966
- Cryptolectica euryphanta (Meyrick, 1911)
- Cuphodes tridora Meyrick, 1911
- Macarostola parolca Meyrick, 1911

## Immidae
- Imma francenella Legrand, 1966
- Imma quaestoria Meyrick, 1911

## Lymantriidae
- Euproctis pectinata (Freyer, 1912)

## Nepticulidae
- Stigmella tropicatella Legrand, 1966

## Noctuidae
- Achaea catella Guenée, 1852
- Achaea mercatoria (Fabricius, 1775)
- Achaea violaceofascia (Saalmüller, 1891)
- Acontia malgassica Mabille, 1881
- Acontia rachiastis (Hampson, 1908)
- Acontia transfigurata Wallengren, 1856
- Amyna axis Guenée, 1852
- Anomis flava (Fabricius, 1775)
- Anticarsia rubricans (Boisduval, 1833)
- Argyrogramma signata (Fabricius, 1775)
- Arsina silenalis Guenée, 1862
- Autoba costimacula (Saalmüller, 1880)
- Brevipecten malagasy Viette, 1965
- Callopistria maillardi (Guenée, 1862)
- Callopistria yerburii Butler, 1884
- Chalciope delta (Boisduval, 1833)
- Chasmina tibialis (Fabricius, 1775)
- Chrysodeixis chalcites (Esper, 1789)
- Condica conducta (Walker, 1857)
- Condica pauperata (Walker, 1858)
- Ctenoplusia limbirena (Guenée, 1852)
- Cyligramma latona (Cramer, 1775)
- Dysgonia angularis (Boisduval, 1833)
- Dysgonia torrida (Guenée, 1852)
- Erebus walkeri (Butler, 1875)
- Eublemma ragusana (Freyer, 1844)
- Eublemma rivula (Moore, 1882)
- Eublemmoides apicimacula (Mabille, 1880)
- Eutelia discitriga Walker, 1865
- Eutelia geyeri (Felder & Rogenhofer, 1874)
- Gesonia obeditalis Walker, 1859
- Gracilodes nysa Guenée, 1852
- Grammodes bifasciata (Petagna, 1787)
- Grammodes geometrica (Fabricius, 1775)
- Grammodes stolida (Fabricius, 1775)
- Helicoverpa armigera (Hübner, [1808])
- Hypena conscitalis Walker, 1866
- Hypena obacerralis Walker, [1859]
- Hypena varialis Walker, 1866
- Mocis conveniens (Walker, 1858)
- Mocis frugalis (Fabricius, 1775)
- Mocis mayeri (Boisduval, 1833)
- Mocis proverai Zilli, 2000
- Polydesma umbricola Boisduval, 1833
- Progonia matilei Orhant, 2001
- Progonia oileusalis (Walker, 1859)
- Rhesala moestalis (Walker, 1866)
- Rivula dimorpha Fryer, 1912
- Simplicia extinctalis (Zeller, 1852)
- Spodoptera cilium Guenée, 1852
- Spodoptera littoralis (Boisduval, 1833)
- Spodoptera mauritia (Boisduval, 1833)
- Stictoptera antemarginata Saalmüller, 1880
- Trigonodes exportata Guenée, 1852
- Trigonodes hyppasia (Cramer, 1779)

## Nolidae
- Bryophilopsis nesta T. B. Fletcher, 1910
- Earias biplaga Walker, 1866
- Leocyma discophora Hampson, 1912
- Nycteola mauritia (de Joannis, 1906)

## Notodontidae
- Iridoplitis malgassica Kiriakoff, 1960

## Oecophoridae
- Calicotis animula Meyrick, 1911
- Metachanda trixantha (Meyrick, 1911)
- Pachyrhabda tridora Meyrick, 1911
- Platactis hormathota Meyrick, 1911
- Stathmopoda auriferella (Walker, 1864)
- Stathmopoda biclavis Meyrick, 1911
- Stathmopoda daubanella (Legrand, 1958)
- Stathmopoda epilampra Meyrick, 1911
- Stathmopoda luxuriosa Meyrick, 1911
- Stathmopoda superdaubanella (Legrand, 1958)

## Psychidae
- Melasina tabernalis Meyrick, 1911

## Pterophoridae
- Hellinsia aldabrensis (T. B. Fletcher, 1910)
- Hepalastis pumilio (Zeller, 1873)
- Lantanophaga pusillidactylus (Walker, 1864)
- Megalorhipida leptomeres (Meyrick, 1886)
- Megalorhipida leucodactylus (Fabricius, 1794)
- Platyptilia claripicta T. B. Fletcher, 1910
- Platyptilia dimorpha T. B. Fletcher, 1910
- Sphenarches anisodactylus (Walker, 1864)
- Sphenarches caffer (Zeller, 1851)
- Stenodacma wahlbergi (Zeller, 1852)
- Stenoptilodes taprobanes (Felder & Rogenhofer, 1875)

## Pyralidae
- Ematheudes nigropunctata (Legrand, 1966)
- Endotricha decessalis Walker, 1859
- Endotricha mesenterialis (Walker, 1859)
- Endotricha vinolentalis Ragonot, 1891
- Etiella zinckenella (Treitschke, 1832)
- Hypsopygia mauritialis (Boisduval, 1833)
- Lepipaschia inornata Shaffer & Solis, 1994

## Sphingidae
- Acherontia atropos (Linnaeus, 1758)
- Agrius convolvuli (Linnaeus, 1758)
- Cephonodes tamsi Griveaud, 1960
- Daphnis nerii (Linnaeus, 1758)
- Hippotion celerio (Linnaeus, 1758)
- Hippotion eson (Cramer, 1779)
- Hippotion isis Rothschild & Jordan, 1903
- Hippotion osiris (Dalman, 1823)
- Macroglossum alluaudi de Joannis, 1893
- Nephele leighi Joycey & Talbot, 1921
- Temnora fumosa (Walker, 1856)
- Temnora peckoveri (Butler, 1876)

## Thyrididae
- Banisia aldabrana (Fryer, 1912)
- Banisia apicale (Freyer, 1912)
- Banisia tibiale (Fryer, 1912)
- Hapana carcealis Whalley, 1971

## Tineidae
- Afrocelestis lochaea (Meyrick, 1911)
- Amphixystis beverrasella (Legrand, 1966)
- Amphixystis crobylora (Meyrick, 1911)
- Amphixystis cyanodesma (Meyrick, 1911)
- Amphixystis ensifera (Meyrick, 1911)
- Amphixystis fricata (Meyrick, 1911)
- Amphixystis glomerata (Meyrick, 1911)
- Amphixystis hermatias (Meyrick, 1911)
- Amphixystis ichnora (Meyrick, 1911)
- Amphixystis irenica (Meyrick, 1911)
- Amphixystis lactiflua (Meyrick, 1911)
- Amphixystis multipunctella (Legrand, 1966)
- Amphixystis nephalia (Meyrick, 1911)
- Amphixystis polystrigella (Legrand, 1966)
- Amphixystis rhodothicta (Meyrick, 1911)
- Amphixystis rhothiaula (Meyrick, 1911)
- Amphixystis rorida (Meyrick, 1911)
- Amphixystis roseostrigella (Legrand, 1966)
- Amphixystis selacta (Meyrick, 1911)
- Amphixystis sicaria (Meyrick, 1911)
- Amphixystis tarsota (Meyrick, 1911)
- Archyala pagetodes (Meyrick, 1911)
- Crypsithyris concolorella (Walker, 1863)
- Erechthias calypta (Meyrick, 1911)
- Erechthias eurylyta (Meyrick, 1911)
- Erechthias flavistriata (Walsingham, 1907)
- Erechthias minuscula (Walsingham, 1897)
- Erechthias molynta (Meyrick, 1911)
- Erechthias polyplaga (Legrand, 1966)
- Erechthias scaligera (Meyrick, 1911)
- Erechthias zebrina (Butler, 1881)
- Eudarcia saucropis (Meyrick, 1911)
- Haplotinea insectella (Fabricius, 1794)
- Niditinea fuscella (Linnaeus, 1758)
- Opogona autogama (Meyrick, 1911)
- Opogona florea (Meyrick, 1911)
- Opogona harpalea Meyrick, 1911
- Opogona heliogramma (Meyrick, 1911)
- Opogona lornatella Legrand, 1966
- Opogona phaeochalca Meyrick, 1908
- Opogona sacchari (Bojer, 1856)
- Opogona sultana Meyrick, 1911
- Phereoeca allutella (Rebel, 1892)
- Pitharcha chalinaea Meyrick, 1908
- Proterodesma tomaea Meyrick, 1911
- Scalmatica rimosa Meyrick, 1911
- Setomorpha rutella Zeller, 1852
- Tinea coronata Meyrick, 1911
- Tinea cursoriatella Legrand, 1966
- Tinea milichopa Meyrick, 1911
- Tiquadra gypsatma (Meyrick, 1911)
- Trichophaga mormopis Meyrick, 1935

## Tortricidae
- Adoxophyes ergatica Meyrick, 1911
- Bactra legitima Meyrick, 1911
- Brachiolia amblopis (Meyrick, 1911)
- Coniostola stereoma (Meyrick, 1912)
- Crocidosema plebejana Zeller, 1847
- Cryptophlebia caeca Diakonoff, 1969
- Cryptophlebia peltastica (Meyrick, 1921)
- Cydia malesana (Meyrick, 1920)
- Cydia siderocosma (Diakonoff, 1969)
- Dudua aprobola (Meyrick, 1886)
- Eccopsis incultana (Walker, 1863)
- Eccopsis nebulana Walsingham, 1891
- Eucosma chlorobathra Meyrick, 1911
- Eucosma temenitis Meyrick, 1911
- Grapholita limbata Diakonoff, 1969
- Grapholita mesoscia Diakonoff, 1969
- Grapholita miranda (Meyrick, 1911)
- Grapholita rhabdotacra Diakonoff, 1969
- Herpystis physalodes (Meyrick, 1910)
- Herpystis rusticula Meyrick, 1911
- Lobesia vanillana (de Joannis, 1900)
- Megaherpystis eusema Diakonoff, 1969
- Metriophlebia chaomorpha (Meyrick, 1929)
- Neohermenias melanastraptis Diakonoff, 1969
- Olethreutes conchopleura (Meyrick, 1911)
- Olethreutes hygrantis (Meyrick, 1911)
- Phricanthes flexilineana (Walker, 1863)
- Selania exornata (Diakonoff, 1969)
- Statherotis leucaspis (Meyrick, 1902)
- Stenentoma chrysolampra Diakonoff, 1969
- Stenentoma onychosema Diakonoff, 1969

## Uraniidae
- Dirades theclata (Guenée, 1858)

## Yponomeutidae
- Argyresthia lustralis Meyrick, 1911